# Música para ballet del siglo XX

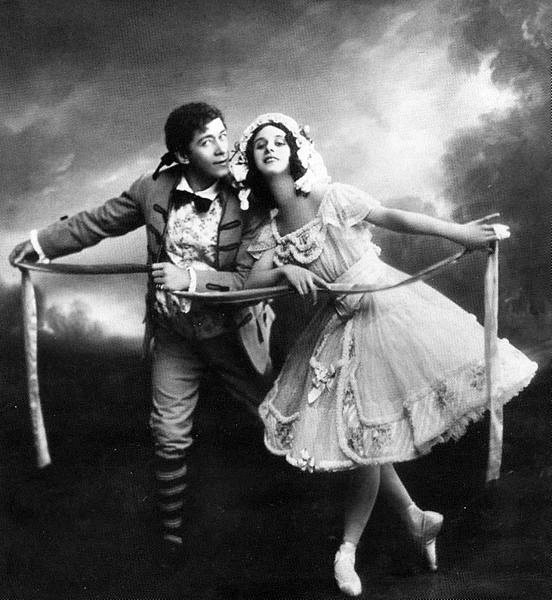
Anna Pavlova como Lise, Nikolai Legat como Colas en La fille mal gardée, Berlín, 1909

La música para ballet del siglo XX tuvo como protagonistas a diversos compositores que revolucionaron, junto con los bailarines, coreógrafos, escenógrafos y productores, la escena del ballet, especialmente en Europa. Será el productor y mecenas, Sergei Diaghilev, uno de sus mayores propulsores, de la mano de los compositores Ígor Stravinski, Serguéi Prokófiev, entre otros.

## Historia
La manera en que la música y la danza confluyeron en el siglo XX era estudiar y analizar la parte rítmica como nexo común, donde la coreografía y la partitura musical encuentran un único lenguaje afín: el ritmo. Nijinsky se encargó en buscar a Émille Jacques-Dalcroze (1865-1950) por sus investigaciones, ya que el pretendía mejorar el aprendizaje musical a partir de la integración de los elementos rítmicos en el movimiento del cuerpo. Stravinsky mostró resistencia al coreógrafo, ya que lo consideró incompetente y corto de miras en el plan musical. Pese al pensamiento de Stravinski, la coreografía de La consagración de la primavera realizada por Nikinsky, es considerada como el primer ballet sinfónico, debido a la yuxtaposición de medidas de duración inigualables. MillicentHodson descubrió que Nijinsky poseía una mayor complejidad rítmica, gracias a la separación de la danza y música.
A finales de los años 50, las obras coreográficas de George Balachine (1904-1983) y Merce Cunninham representaron un aspecto: la liberación de la danza, para así desligar el argumento, el relato y lo referencial.
En el siglo XX la escuela rusa fue una de las más prolíficas, junto con el mayor mecenas en la historia del ballet, Serguéi Diáguilev, quien con la creación de sus ballets rusos, significó un periodo de copiosa producción. Junto cono los bailarines más afamados, coreógrafos y compositores, crearon un espectáculo completo, donde diversas disciplinas artísticas convergían. Diaghilev realizó ballets derivados de composiciones nuevas así como de adaptaciones de piezas del pasado, las cuales en principio no fueron creadas como ballets. De las obras del siglo XX que fueron compuestas con fines coreográficos, destacan:
- Satie: Parade.
- Ravel: Bolero, Ma mère l'Oye, Dafnis y Cloe, El niño y los sortilegios, La Valse
- Falla: El amor brujo, El sombrero de tres picos.

- Stravinsky: El pájaro de fuego, Petrushka, La consagración de la primavera, Apollo.
- Milhaud: Salada.
- Poulenc: Les biches.

Algunas obras adaptadas para ser llevadas al ballet son:
- Las sílfides, basados obras para piano de Chopin.
- Weber: El espectro de la rosa..
- Borodín: Danzas polovtsianas.
- Rimski-Kórsakov: Scheherezade.[1]

## Principales ballets en el

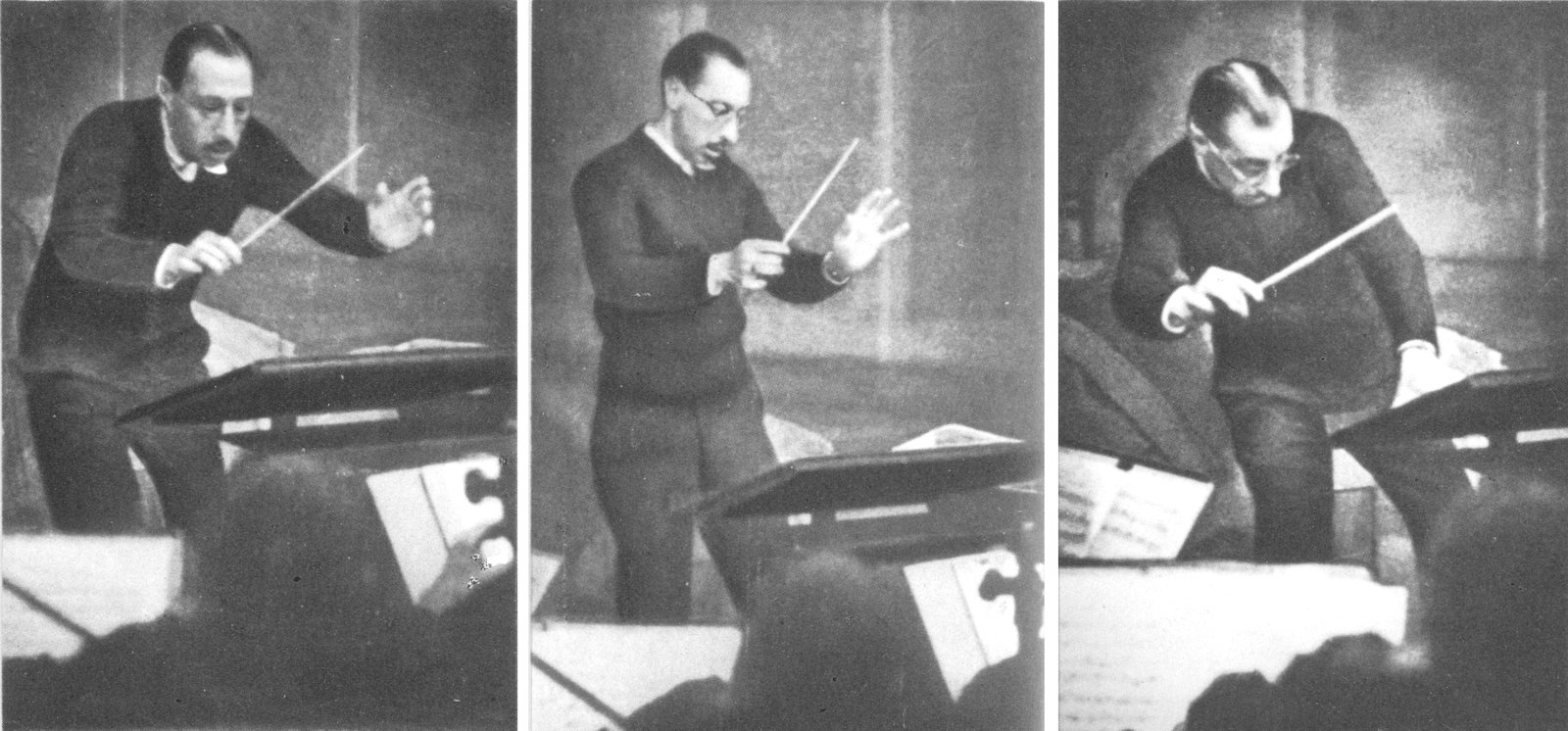
Stravinski en 1929

## Principales ballets en elsigloXX

### Igor Stravinski(1882-1971)

#### El pájaro de fuego
Es un ballet que se inspira en una leyenda popular rusa, con diseño y coreografía de Michel Fokine. La redacción del ballet coincide con el que utilizó Nikolai Rimski-Kórsakov para su ópera Koschei el inmortal de 1902. Antes de acudir a Stravinsy, Diaghilev consideró a Nikolái Cherepnín y a Anatoli Konstantitinovich Liádov. Incluso se consideró la posibilidad de que se realizara un trabajo colaborativo, porque ambos eran dos importantes compositores rusos. Sin embargo, Stravinski se convirtió en el encargado de la confección de la partitura, debido al escaso éxito alcanzado por Diaguilev en anteriores ballets.
En noviembre de 1909, Diaghilev le propuso componer El pájaro de fuego, idea que tomó con mucho entusiasmo, por lo que comenzó a trabajar el ballet, aun cuando no había certeza de que él fuera el compositor elegido. Le bastó un mes para adelantar la mayor parte del ballet, por lo que fue recompensando con 1,000 rublos como adelanto de sus honorarios. 5 meses le bastaron para la finalización del ballet. El 18 de mayo de 1909 terminó la obra, la cual fue estrenada el 25 de junio de ese año en París.
Stravinski señaló no tenía un recuerdo agradable sobre la coreografía de Fokine y sus bailarines:

Las bailarinas de El pájaro de fuego, las princesas, eran insufriblemente dulces, mientras que los bailarines eran el non plus ultra de la masculinidad bruta: en la escena de Kachei, se sentaban en el suelo moviendo las piernas de una manera increíblemente estúpida. Prefiero la coreografía de Balanchine para la versión de 1945 de la suite de El pájaro de fuego a la totalidad del ballet de Fokine (lo mismo me pasa con la música: la del ballet completo dura demasiado y su calidad es desigual).

A pesar de la opinión del compositor, este ballet se convirtió en una obra fundamental para la construcción del nuevo lenguaje musical dentro de la música del siglo XX.

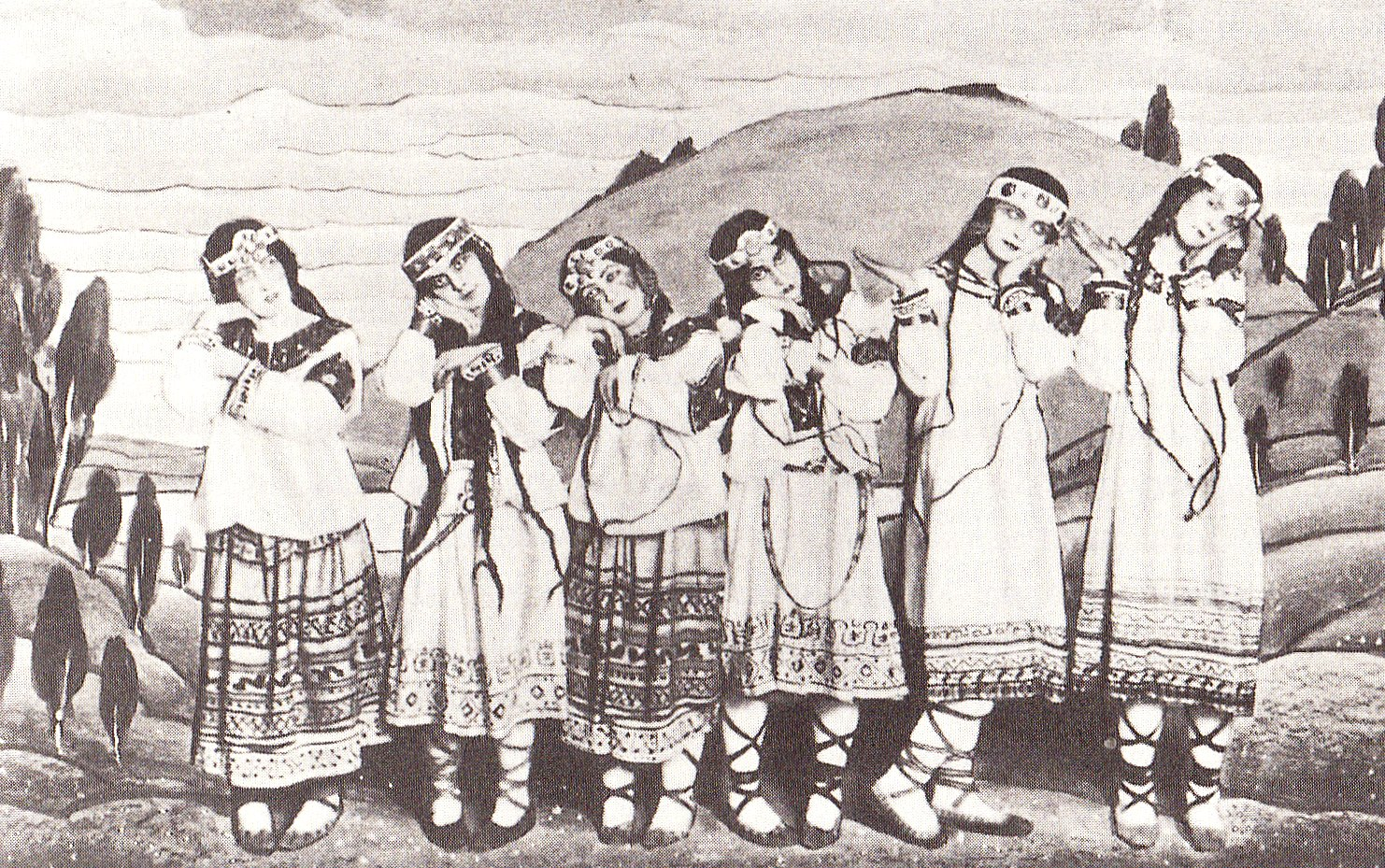
Bailarinas de La Consagración de la Primavera

#### La consagración de la primavera
Ojalá quien quiera que escuche esta música jamás experimente la burla a que fue sometida en París en la primavera de 1913. Stravinsky, 1963.
El 29 de mayo de 1913, en una fresca noche de primavera en la ciudad de París, se estrenó el ballet La consagración de la primavera. Por primera vez en la historia nacían de forma simultánea la creación de la música y la creación coreográfica, a cargo de dos artistas reconocidos: Igor Stravinsky y Vaslav Nijinsky. El público aglomerado a la entrada del Théatre des Champs-Élys ées esperaba con ansiedad presenciar la obra en la representación de la compañía de los Ballets Russes de Serge Diaghiliev.
Con esta pieza, Stravinsky deseaba recrear un rito pagano inspirado en las danzas antiguas eslovenas. En su visión había un círculo de ancianos sabios que observaban a una joven danzar hasta morir, acto propiciatorio que convocaba al dios de la primavera. La obra fue dividida en dos partes: “La adoración de la tierra” y “El sacrificio”. La música de La consagración... alcanzó un lenguaje único. Stravinsky logró un ritmo sincopado e irregular a través de melodías simples del folk ruso y polos armónicos en conflicto. La violencia rítmica y disonante de la música irritó a una parte del público acostumbrado a la estética del romanticismo.
La consagración de la primavera está compuesta para una dotación instrumental amplia, con cinco flautas, cuatro oboes, corno inglés, cuatro fagotes, cinco clarinetes, contrafagots, cinco trompetas, ocho trompas, dos tubas, tres trombones, percusiones, dos timbales y cuerdas. Se le podría considerar como la apoteosis del giganismo orquestal de la época postromántica.
Otra característica de la obra es que no posee una estructura ortodoxa, tampoco posee un tema concreto; por lo que tampoco posee personajes o acción dramática continua. Sin embargo, el ballet se divide en cuadros separados, los cuales no poseen temas diferenciados. Es a través de los patrones rítmicos y tímbricos con los que se puede encontrar una coherencia, que alcanzan su mayor auge en el último cuadro. Los patrones rítmicos en un principio tienen apariencia caótica, pero a su vez están regulados por una relación entre acentos y duraciones. Existen pequeñas células simples, que se repiten dentro del mismo episodio, pero casi no aparecen en otro número. Se trata de dotar a cada pieza de un material temático propio.
En la primera parte aparece la adoración de la tierra, en la cual, se muestra una melodía lituana en la introducción, como si fuese una especie de evocación  folklórica. Esta melodía está confeccionada sobre una escala modal (mi, sol, la, si, do y re) y sobre relación de cuartas (mi, la, re).
La segunda parte evoca un sacrificio, se deriva de una música misteriosa. Los ritmos rápidos y abruptos anuncian que la víctima del sacrificio ha sido elegida. Los bailarines masculinos representan a los espíritus de la tribu, que musicalmente son realizados por un dueto entre la flauta baja y el corno inglés. Los ostinatos son usados por Stravinski de forma abundante, como en la danza del sacrificio, en la que la doncella es representada con un ritmo incesante que es ejecutado por la orquesta completa.
Los ostinatos son utilizados de forma dramática para dar una idea de alarma y primitivismo. En esta obra se reafirma el predominio del ritmo, ya que contiene muchas partes polirrítmicas y con una métrica cambiante, de tal modo, que le da una especial unidad sonora. El ritmo se agrupa en suspensiones repetidas y en ello se encuentra el carácter obsesivo de la obra. Tal fue la impresión, que, se definió como “sacudidas eléctricas” por su sentimiento inquietante y agresivo. Dicha sensación también se logra debido a las superposiciones politonales. La disonancia forma de dos a más líneas horizontales, que coinciden en una intemperancia vertical.

#### Petrushka(burlesco en cuatro cuadros)[4][5]
Fue protagonizado por el bailarín más afamado a principios del siglo XX: Vaslav Nijinski. Su estreno tuvo lugar el 13 de junio de 1911, en París. La música fue concebida por Igor Stravinsky.
Se trata de una obra programática, en la cual el piano se interpone en muchos momentos a la orquesta, sugerencia del mecenas Diaghilev. El libreto fue escrito por el compositor antes mencionado y el pintor Alexander Benois. El relato cuenta la historia de 3 muñecos humanizados: Petrushka, una bailarina a la que ama y el bruto que disputa su amor. La estructura es de cuatro escenas: 
- Escena 1: Verbena de carnaval: la multitud. Se muestran los 3 muñecos. Danza rusa. Culminación. Piano percutido.
- Escena 2: Cuchitril de Petrushka. El muñeco atormentado. La bailarina se presenta. Cólera de Petrushka.
- Escena 3: El cuchitril del moro. Aparece el moro, rival de Petrushka. Danza de la bailarina, al ritmo de una trompeta. Vals de la bailarina y el moro. La trompeta anuncia a Petrushka enojado. El moro tiene una pelea con Petrushka y lo termina arrojando.
- Escena 4: La feria y la multitud. Danza de las niñeras. La danza de los campesinos y el oso. Danza gitanos. Pelea de Petrushka con el moro. Petrushka cae. Muerte de Petrushka. Poco a poco la fiesta mengua. A lo lejos todos se van. Termina la feria.[6]

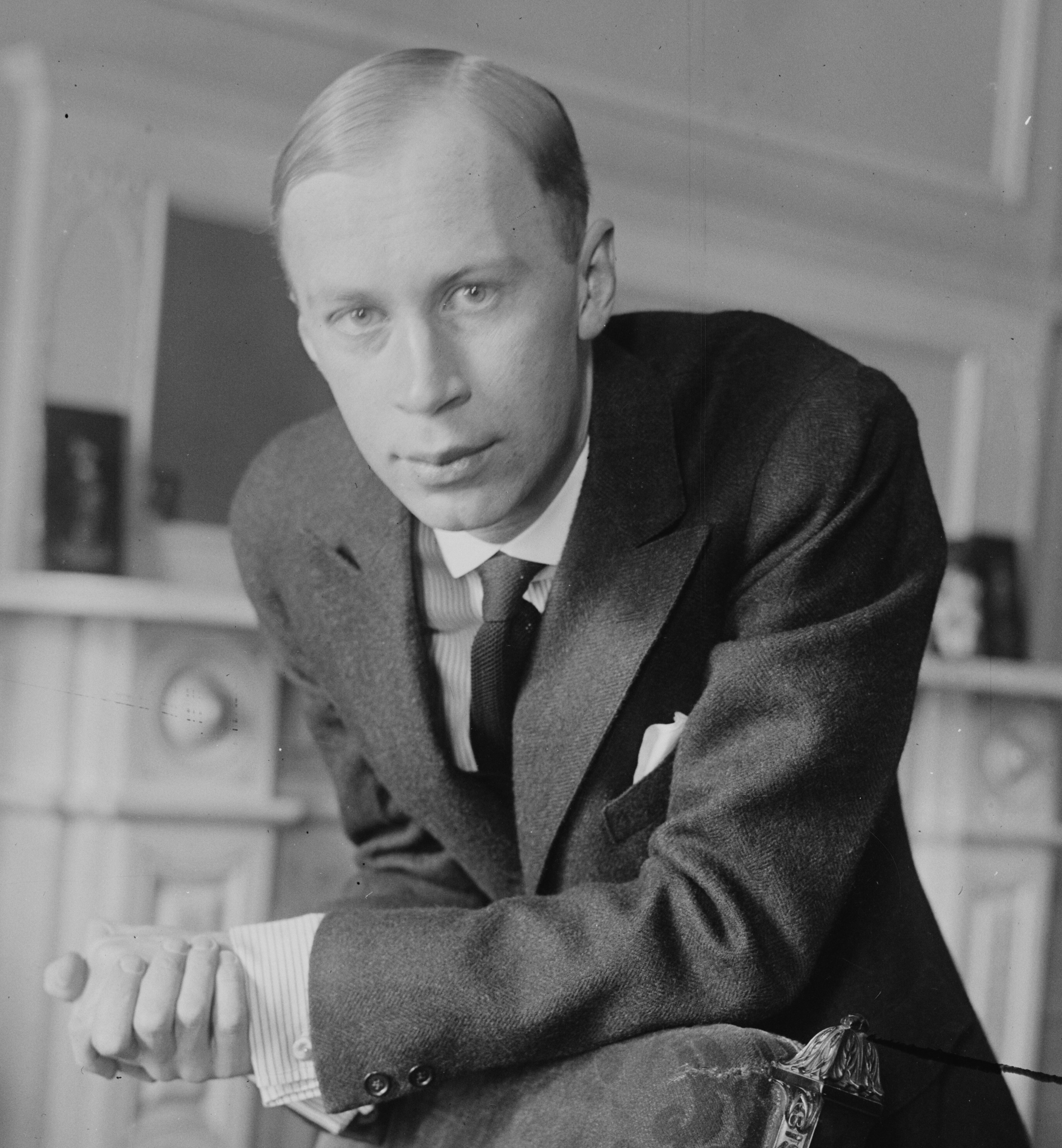
Retrato de Serguéi Prokófiev

### Serguéi Prokófiev (1891-1953)

#### Romeo y Julieta
El ballet Romeo y Julieta fue compuesto por Serguéi Prokófiev. Lamentablemente, su primera presentación no tuvo gran éxito, debido a ello, se realizaron cambios, que desembocaron en caer en la aceptación del público. Cuestión que desembocó en la puesta con diversos coreógrafos. En 1935, junto con el escenógrafo Sergei Radlov, planeó la realización escénica del ballet. La obra, sin embargo, se estrenó 5 años después, el 11 de enero de 1940 en Leningrado.
Anthony Tudor, Rudy Van Dantzig, Frederick Ashton, Maurice Bejar y Rudolph Nureyev, son los coreógrafos que han realizado versiones de Romeo y Julieta de Prokófiev.
La estructura del ballet es la siguiente:

##### Acto I
- Escena 1. Una plaza de Verona a principios de siglo XVI al amanecer.

- Escena 2: En el hogar de los Capuleto.
- Escena 3: En la puerta del hogar de los Capuleto.

##### Acto II
- Escena 1: La plaza, en la tarde.
- Escena 2: La Capilla.
- Escena 3: La Plaza al atardecer.

##### Acto III
- Escena 1: La habitación de Julieta.
- Escena 2: La capilla.
- Escena 3: La habitación de Julieta.
- Escena 4: La tumba de los Capuleto.